# Лиевър
Лиѐвър (на френски: Rivière du Lièvre; на английски: Du Lièvre River) е река в Източна Канада, южната част на провинция Квебек, ляв приток на река Отава. Дължината ѝ от 330 км ѝ отрежда 111-о място сред реките на Канада.
Река Лиевър извира на 467 м н.в. в южната част на провинцията, на 45 км южно от град Паран, разположен на трансканадскта железопътна линия Квебек – Ванкувър. Тече в южна посока, преминава през проточните езера Ортес и Сабле и язовира Ескальор, покрай град Мон Лоре (13 779 души) и се влива отляво в река Отава на 47 м н.в. в близост до град Бъкингам (22 078 души).
Площта на водосборния басейн на Лиевър е 10 400 km2, което представлява 7,1% от водосборния басейн на река Отава.
Многогодишният среден дебит в устието на Лиевър е 96,55 m3/s, като максимумът на реката е през месеците юни и юли – 742 m3/s, а минимумът през януари и февруари – 14 m3/s. За около 3-4 месеца в година реката замръзва.